# Schmöckpfuhlgraben

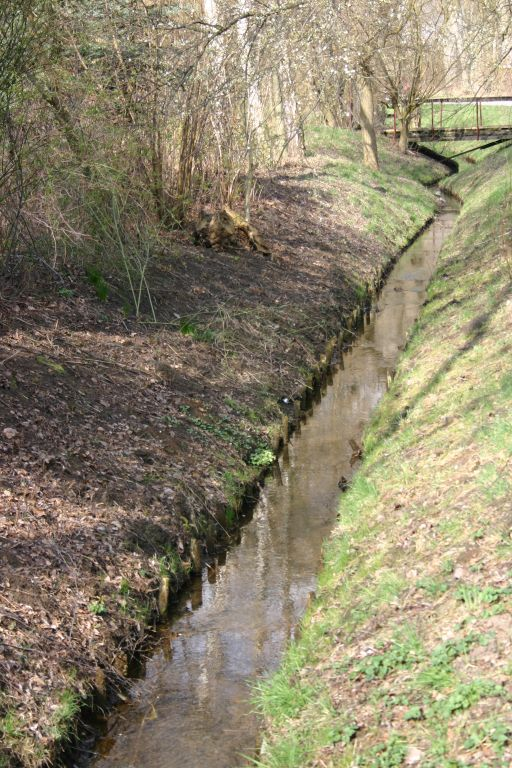
Schmöckpfuhlgraben an der Grenze von Heinersdorf zu Blankenburg

Schmöckpfuhlgraben ist die Bezeichnung zweier Wasserläufe im Berliner Ortsteil Berlin-Heinersdorf. Ursprünglich war es ein Abfluss aus dem Schmöckpfuhl, einem Teich dessen Verlauf allerdings mit dem Güterbahnhof Heinersdorf überbaut wurde.
Der andere Seitenarm, der 2009–2010 teilweise renaturiert wurde, beginnt in der KGA „Kühler Grund“. Er schlängelt sich etwa einen Kilometer durch eine Siedlung und gut zwei Kilometer über eine Brachfläche, um schließlich an der KGA „Familiengärten an der Blankenburger Straße“ seinen Lauf kurz unterirdisch fortzusetzen. Er mündet später in die Panke. Gespeist wird der Schmöckpfuhlgraben vermutlich aus der Regenwassersammlung und aus dem Schichtenwasser der Kleingartenanlagen.